# Chionanthus
Chionanthus is een geslacht uit de olijffamilie (Oleaceae). Het geslacht kent een wijde verspreiding, vooral in (sub)tropische gebieden. Drie soorten komen voor in gematigde regio's: Chionanthus retusus in Oost-Azië en Chionanthus virginicus en Chionanthus henryae in oostelijk Noord-Amerika.

## Soorten
- Chionanthus acunae (Borhidi & O.Muñiz) Borhidi
- Chionanthus adamsii Stearn
- Chionanthus africanus (Knobl.) Stearn
- Chionanthus albidiflorus Thwaites
- Chionanthus amblirrhinus P.S.Green
- Chionanthus avilensis (Steyerm.) P.S.Green
- Chionanthus axillaris R.Br.
- Chionanthus axilliflorus (Griseb.) Stearn
- Chionanthus ayresii A.J.Scott
- Chionanthus bakeri (Urb.) Stearn
- Chionanthus balgooyana Kiew
- Chionanthus battiscombei (Hutch.) Stearn
- Chionanthus beccarii (Stapf) Kiew
- Chionanthus boutonii A.J.Scott
- Chionanthus brachystachys (Schltr.) P.S.Green
- Chionanthus brachythyrsus (Merrill) P.S.Green
- Chionanthus brassii (Kobuski) Kiew
- Chionanthus broomeanus (Horne ex Oliv.) A.J.Scott
- Chionanthus bumelioides (Griseb.) Stearn
- Chionanthus calcicola (Kerr) Kiew
- Chionanthus callophylloides Kiew
- Chionanthus callophyllus Blume
- Chionanthus camptoneurus (Gilg & G.Schellenb.) Stearn
- Chionanthus caudifolius (Ridl.) Kiew
- Chionanthus caymanensis Stearn
- Chionanthus celebicus Koord
- Chionanthus clementis (Quisumb. & Merr.) Kiew
- Chionanthus colonchensis Cornejo & Bonifaz
- Chionanthus compactus Sw.
- Chionanthus cordifolius Labat, Marc Pignal & O.Pascal
- Chionanthus cordulatus Koord.
- Chionanthus coriaceus (S.Vidal) Yuen P.Yang & S.Y.Lu
- Chionanthus crassifolius (Mart.) P.S.Green
- Chionanthus crispus Kiew
- Chionanthus curvicarpus Kiew
- Chionanthus cuspidatus Blume
- Chionanthus decipiens P.S.Green
- Chionanthus densiflorus Zoll. & Moritzi
- Chionanthus dictyophyllus (Urb.) Stearn
- Chionanthus diversifolius Miq
- Chionanthus domingensis Lam.
- Chionanthus dussii (Krug & Urb.) Stearn
- Chionanthus ellipticus Blume
- Chionanthus enerve (Steenis) Kiew
- Chionanthus eriorachis (Kerr) P.S.Green
- Chionanthus evenius (Stapf) Kiew
- Chionanthus ferrugineus (Gilg) P.S.Green
- Chionanthus filiformis (Vell.) P.S.Green
- Chionanthus fluminensis (Miers) P.S.Green
- Chionanthus foveolatus (E.Mey.) Stearn
- Chionanthus gigantifolius Koord
- Chionanthus gigas (Lingelsh.) Kiew
- Chionanthus globosus (Kiew) Kiew
- Chionanthus glomeratus Blume
- Chionanthus grandifolius (Elmer) Kiew
- Chionanthus greenii Lombardi
- Chionanthus guangxiensis B.M.Miao.
- Chionanthus guianensis (Aubl.) Pers
- Chionanthus hahlii (Rech.) Kiew
- Chionanthus hainanensis (Merrill & Chun) B.M.Miao.
- Chionanthus havilandii Kiew
- Chionanthus henryae H.L.Li
- Chionanthus henryanus P.S.Green.
- Chionanthus holdridgei (Camp & Monachino) Stearn
- Chionanthus implicatus (Rusby) P.S.Green
- Chionanthus intermedius (Wight) F.Muell.
- Chionanthus insularis Labat
- Chionanthus jamaicensis (Urb.) Stearn
- Chionanthus kinabaluensis Kiew
- Chionanthus kajewskii (Sleumer) Kiew
- Chionanthus lancifolius (Ridl.) Kiew
- Chionanthus leopoldii Kiew
- Chionanthus ligustrinus (Sw.) Pers.
- Chionanthus littoreus Miq
- Chionanthus longiflorus (H.L.Li) B.M.Miao.
- Chionanthus longipetalus (Merr.) Kiew
- Chionanthus lucens Kiew
- Chionanthus luzonicus Blume
- Chionanthus macrobotrys (Merr.) Kiew
- Chionanthus macrocarpus Blume
- Chionanthus macrothyrsus (Merr.) Soejarto & P.K.Lôc
- Chionanthus mala-elengi (Dennst.) P.S.Green
- Chionanthus mannii (Soler.) Stearn
- Chionanthus maxwellii P.S.Green
- Chionanthus micranthus (Mart.) Lozano & Fuertes
- Chionanthus microbotrys (Kerr) P.S.Green
- Chionanthus microstigma (Gagnep.) P.S.Green
- Chionanthus mildbraedii (Gilg & G.Schellenb.) Stearn
- Chionanthus minutiflorus Kurz
- Chionanthus montanus Blume
- Chionanthus niloticus (Oliv.) Stearn
- Chionanthus nitens Koord. & Valeton
- Chionanthus nitidus (Merr.) Kiew
- Chionanthus oblanceolatus (B.L.Rob.) P.S.Green
- Chionanthus oblongifolius Koord. & Valeton
- Chionanthus obtusifolius (Lam.) Stearn
- Chionanthus oliganthus (Merr.) Kiew
- Chionanthus pachyphyllus (Merr.) Kiew
- Chionanthus palustris Kiew
- Chionanthus panamensis (Standl.) Stearn
- Chionanthus parkinsonii (Hutch.) Bennet & Raizada
- Chionanthus pedunculatus P.S.Green
- Chionanthus peglerae (C.H.Wright) Stearn
- Chionanthus picrophloia F.Muell.
- Chionanthus plurifloroides Kiew
- Chionanthus pluriflorus (Knobl.) Kiew
- Chionanthus polycephalus Kiew
- Chionanthus polygamus (Roxb.) Kiew
- Chionanthus porcatus Kiew
- Chionanthus proctorii Stearn
- Chionanthus pubescens Kunth.
- Chionanthus pubicalyx Ridl.) Kiew
- Chionanthus purpureus Lam.
- Chionanthus pygmaeus Small
- Chionanthus quadristamineus F.Muell.
- Chionanthus ramiflorus Roxburgh
- Chionanthus remotinervius (Merr.) Kiew
- Chionanthus retusus Lindley & Paxton
- Chionanthus richardsiae Stearn
- Chionanthus riparius (Lingelsh.) Kiew
- Chionanthus rostratus (Teijsm. & Binn.) Miq.
- Chionanthus rugosus Kiew
- Chionanthus rupicola (Lingelsh.) Kiew
- Chionanthus sabahensis Kiew
- Chionanthus salicifolius (Lingelsh.) Kiew
- Chionanthus sessiliflorus (Hemsl.) Kiew
- Chionanthus sleumeri (C.T.White) Stearn
- Chionanthus spicatus Blume
- Chionanthus spiciferus (Ridl.) Kiew
- Chionanthus stenurus (Merr.) Kiew
- Chionanthus subsessilis (Eichler) P.S.Green
- Chionanthus sumatranus Blume
- Chionanthus sutepensis (Kerr) P.S.Green
- Chionanthus tenuis P.S.Green
- Chionanthus thorelii (Gagnep.) P.S.Green
- Chionanthus timorensis Blume
- Chionanthus trichotomus (Vell.) P.S.Green
- Chionanthus tropophyllus (H.Perrier) Stearn
- Chionanthus urbanii (Knobl.) Stearn
- Chionanthus velutinus (Kerr) P.S.Green
- Chionanthus verruculatus D.Fang
- Chionanthus verticillatus (Gagnep.) Soejarto & P.K.Lôc
- Chionanthus virginicus L.
- Chionanthus vitiensis (Seem.) A.C.Sm.
- Chionanthus wurdackii B.Ståhl
- Chionanthus zeylanicus L.
- Chionanthus zollingerianus Koord. & Valeton

... · 
Forsythia · 
Fraxinus (Es) · 
Jasminum (Jasmijn) · 
Ligustrum (Liguster) · 
Nyctanthes · 
Olea · 
Osmanthus · 
Picconia · 
Syringa · 
...